# Spyridium ulicinum
Spyridium ulicinum är en brakvedsväxtart som först beskrevs av William Jackson Hooker, och fick sitt nu gällande namn av George Bentham. Spyridium ulicinum ingår i släktet Spyridium och familjen brakvedsväxter. Inga underarter finns listade i Catalogue of Life.